# 名古屋市交通局300形電車
名古屋市交通局300形電車（なごやしこうつうきょく300がたでんしゃ）は、1967年（昭和42年）に登場した名古屋市交通局（名古屋市営地下鉄）の通勤形電車である。かつて東山線で使用されていた。
本稿では中間車の800形についても記述する。

## 概要
200形の改良車として1967年（昭和42年）の東山公園 - 星ヶ丘間開業に際し、4両編成3本（12両）、1969年（昭和44年）の星ヶ丘 - 藤ヶ丘（現・藤が丘）間開業と5両編成化に際し、300形26両と800形42両、1975年（昭和50年）の6両編成化に際し、6両編成19本（制御電動車300形38両、中間電動車800形76両の計114両）が日本車輌製造・日立製作所にて製造された。先に登場した200形や中間車の700形、名城線（現・一部は名港線）1000形系列を基本としている。編成間の連結は考慮しないようになっており、中間車側は棒連結器による永久固定編成とされた。

## 車体
形態としては名城線（現・一部は名港線）1000形系列を100形と同じ風洞を内蔵した屋根に変えたものであり、側面は幅1300 mmの両開き扉で側窓は3連窓のユニット窓となっている。ただし、前面の行先表示器は名城線（現・一部は名港線）1000形系列と異なり、幕式ではなく、200形以前と同様の系統板式を継承している。東山線の車両としては初めて編成の全車両の客用扉が両開き式となった。また、編成間の連結を考慮しないことから、100形で採用された乗務員室の車掌台側の仕切りを乗務員室扉側へ折りたたみ客室に転換できる方式は、本形式では採用されていない。塗装は100形・200形と同様の菜種色（黄色、ウィンザーイエロー）1色である。

## 主要機器
主電動機は700形と同じ三菱製MB-3092・日立製HS-830・日車製NE-55で、出力は55 kWとされている。制御回路電源は100 Vに変更されている。歯車比は当初101:16（6.31）だったが、1973年製造の849以降は車軸径を 95 mmから 100 mmとしたことに伴い、101:15（6.73）に変更されている。制御装置は200形と同じ日立製MMC-LTBであり、ブレーキも200形と同じくSMEE電磁直通ブレーキであるが、非常ブレーキにも発電ブレーキを使用できるようになっている。台車は日立製KH-46・KH-46A・KH-46C、日車製ND-110・ND-110A・ND-111・ND-111S、住友製FS-354・FS-354Sで、弾性車輪については200形から引き続き採用されている。補助電源装置は1967年に製造された301 - 306と801 - 806については全車にMGを搭載している。一方、1969年以降に製造された車両は300形にサイリスタ使用の静止形インバータ（SIV）を設け、騒音低下と保守軽減を図った。このSIVは3両分の給電能力があり、これ以後の800形については両端の300形より給電を受ける形となった。このため原則として800形は補助電源装置を搭載していない。ただし、MG搭載の初期車と編成を組む809・849 - 851についてはMGを搭載している。また、311・331については自動塗油器を搭載している。なお、800形は700形710号以降と外観は同一だが、制御回路電圧は本形式のみ 100 Vで、100形・200形は 36 Vとされ、併結不可能となっている。

## 編成
1978年時点
|          | ← 藤が丘高畑 → |     |     |     |     |     |
| 形式     | 300            | 800 | 800 | 800 | 800 | 300 |
| 区分     | Mc             | M   | M   | M   | M   | Mc  |
| 車両番号 | 301            | 801 | 802 | 803 | 849 | 302 |
| 車両番号 | 303            | 807 | 808 | 809 | 850 | 304 |
| 車両番号 | 305            | 804 | 805 | 806 | 851 | 306 |
| 車両番号 | 307            | 810 | 811 | 812 | 852 | 308 |
| 車両番号 | 309            | 813 | 814 | 815 | 853 | 310 |
| 車両番号 | 311            | 816 | 817 | 818 | 854 | 312 |
| 車両番号 | 313            | 819 | 820 | 821 | 855 | 314 |
| 車両番号 | 315            | 822 | 823 | 824 | 856 | 316 |
| 車両番号 | 317            | 825 | 826 | 827 | 857 | 318 |
| 車両番号 | 319            | 828 | 829 | 830 | 858 | 320 |
| 車両番号 | 321            | 831 | 832 | 833 | 859 | 322 |
| 車両番号 | 323            | 834 | 835 | 836 | 860 | 324 |
| 車両番号 | 325            | 837 | 838 | 839 | 861 | 326 |
| 車両番号 | 327            | 840 | 841 | 842 | 862 | 328 |
| 車両番号 | 329            | 843 | 844 | 845 | 863 | 330 |
| 車両番号 | 331            | 846 | 847 | 848 | 864 | 332 |
| 車両番号 | 333            | 865 | 866 | 867 | 868 | 334 |
| 車両番号 | 335            | 869 | 870 | 871 | 872 | 336 |
| 車両番号 | 337            | 873 | 874 | 875 | 876 | 338 |

## 改造
後年（時期不詳）、301・303については補助電源装置が従来のMGからSIVに換装され、301と編成を組んでいた801・802については補助電源装置からMGが撤去された。
後年（時期不詳）、放送装置が設置されたが、発車予告ベルは廃車まで設置されなかった。

## 廃車
5050形の導入に伴い、6両は1992年3月31日付で最初に廃車され、その後も順次廃車が進み、2000年4月11日を最後に営業運転を終了し、12日付で廃車され、形式消滅した。300形の営業運転終了により、名古屋市営地下鉄の非冷房車は営業線上から姿を消した。

## 他事業者への譲渡・架線集電化
1998年から2002年にかけて300形311 - 320・333 - 338と中間車の800形849 - 876が他事業者に譲渡され、架線集電化も行われた。
- 高松琴平電気鉄道（300形→700形）
- ブエノスアイレス地下鉄（300形・800形、車番変更なし）[注釈 2]

譲渡された車両は以下の通り（事業者別に記載）。
- 高松琴平電気鉄道に譲渡[14]
  - 300形313・314
- ブレノスアイレス地下鉄に譲渡[12][15]
  - 300形311・312・315 - 320・333 - 338
  - 800形849 - 876

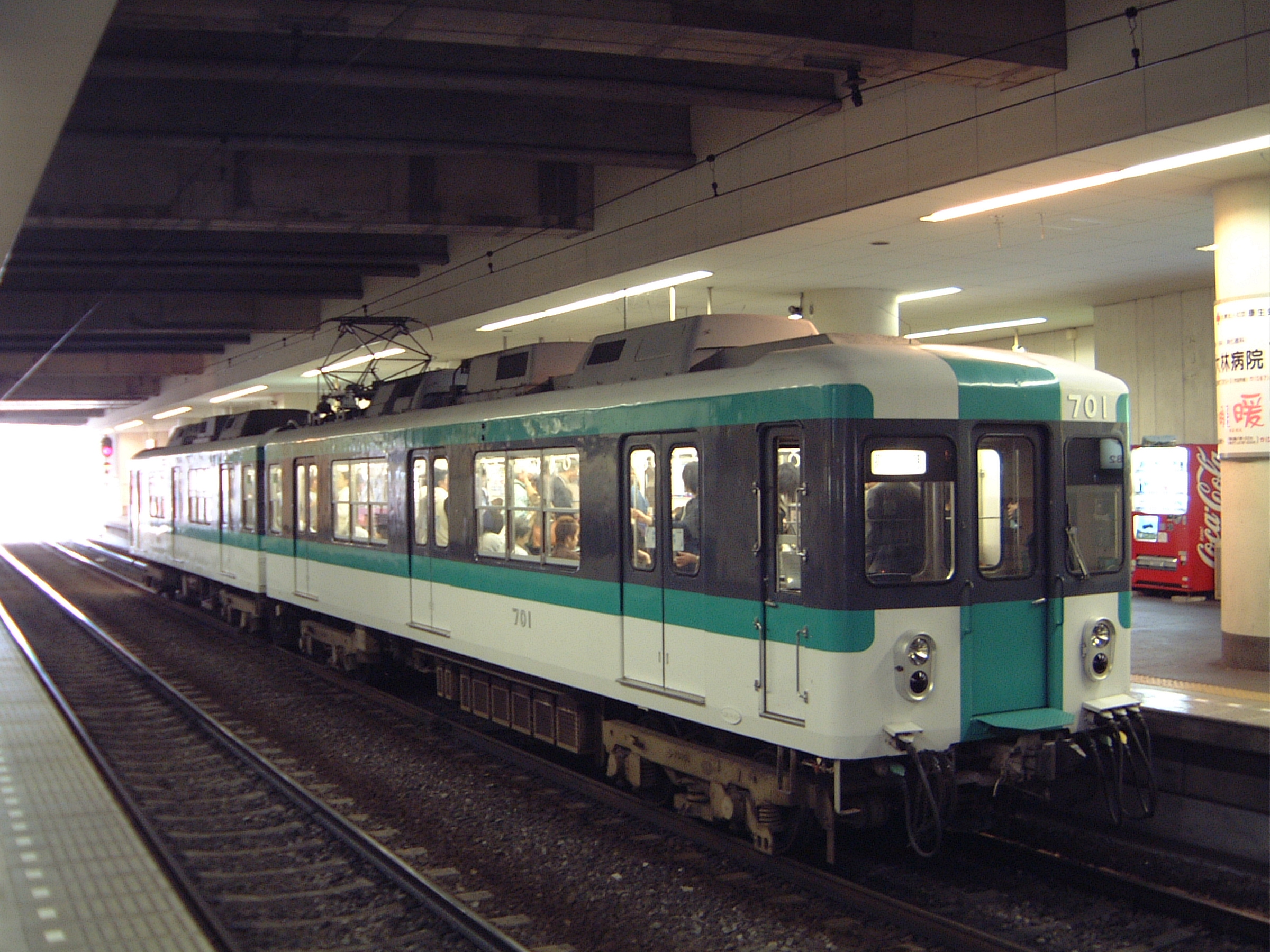
高松琴平電気鉄道へ譲渡され、700形として運行されている、同社への譲渡車両 冷房搭載で前頭部以外が低屋根化された。 （2005年5月6日 / 瓦町駅）
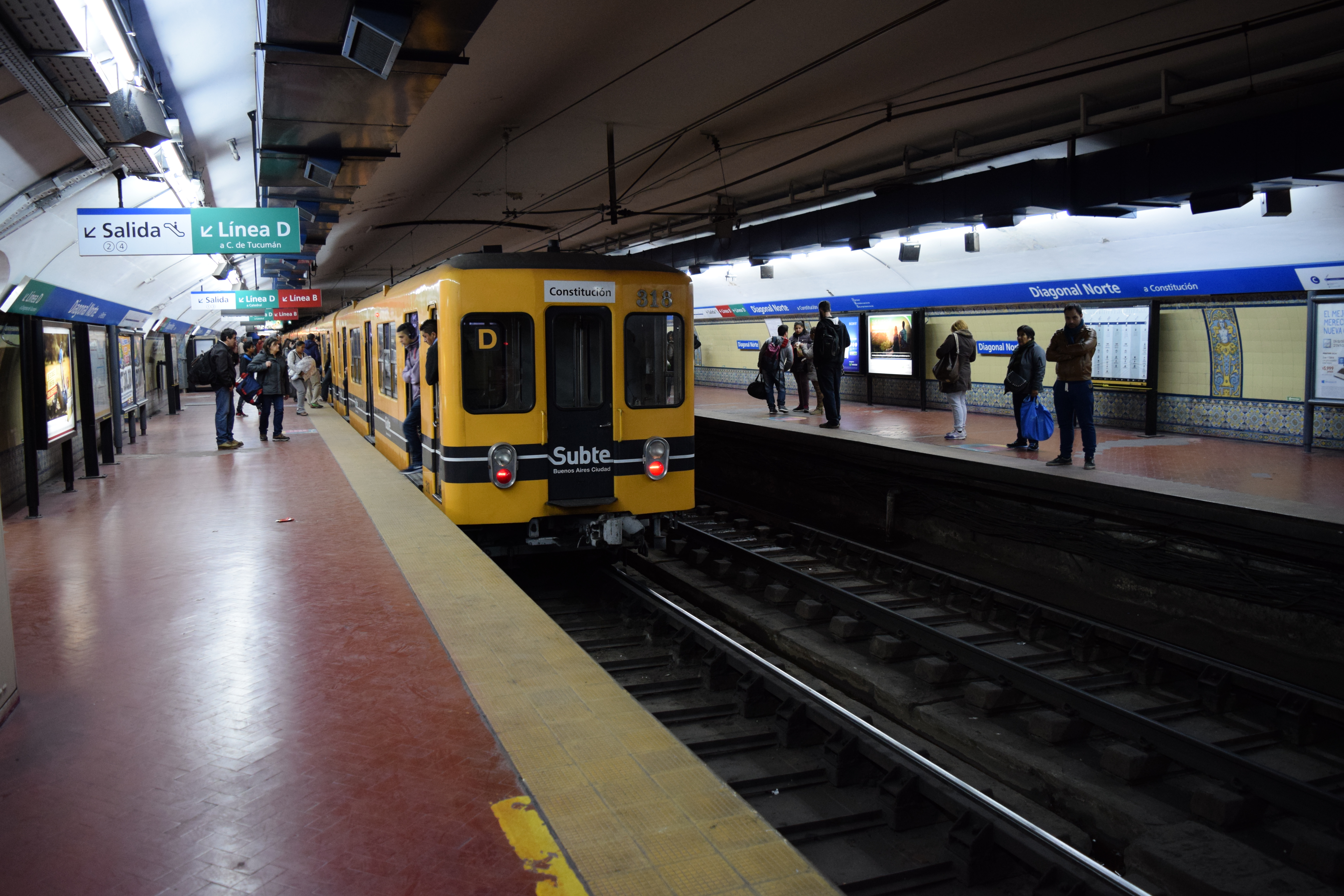
ブエノスアイレス地下鉄で運行されている、同地下鉄を運営するメトロビアス社への譲渡車両

## その他
1996年付で廃車された329・330は藤ヶ丘工場（現・藤が丘工場）で牽引車として利用されていたが、現存しない。